# Le Pontet (Savoie)
Le Pontet ist eine französische Gemeinde mit 133 Einwohnern (Stand: 1. Januar 2022) im Département Savoie in der Region Auvergne-Rhône-Alpes. Sie liegt im Arrondissement Chambéry und dem Kanton Montmélian (bis 2015: Kanton La Rochette).

## Lage
Zur Autobahn A43 sind es nach Osten Luftlinie nur etwa sieben Kilometer und zur Departementstraße D 925 fünf Kilometer, doch da der Ort sehr hoch liegt, sind beiderseits eine Passstraße zu bewältigen. Westlich unweit Le Pontet entspringt der Bach Ruisseau de Desertet  und fließt in Richtung des Nachbarortes Les Granges im Osten.

## Politik
Bürgermeister ist seit 2008 Eugène Montay.

## Weblinks

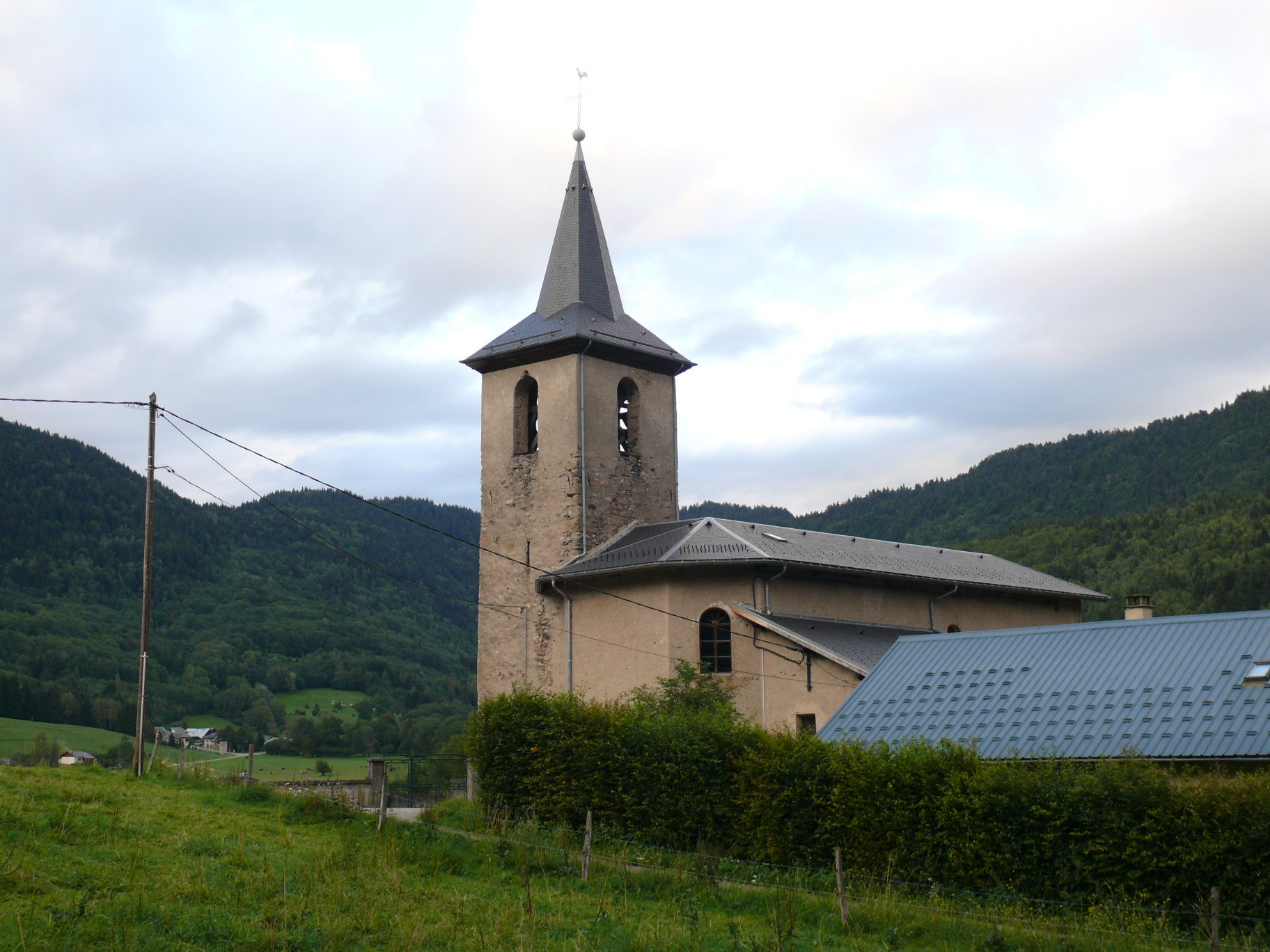
Kirche Saint-Nicolas

## Sehenswürdigkeiten
- Kirche Saint-Nicolas